# Коллоредо-ди-Монте-Альбано
Коллоредо-ди-Монте-Альбано (итал. Colloredo di Monte Albano; фриул. Colorêt di Montalban) — коммуна в Италии, располагается в регионе Фриули-Венеция-Джулия, в провинции Удине.

## Краткое описание
Население составляет 2162 человека (2008 г.), плотность населения составляет 103 чел./км². Занимает площадь 21 км². Почтовый индекс — 33010. Телефонный код — 0432.
Покровителем коммуны почитается  священномученик Власий Севастийский (Сан-Бьяджо ди Себасте), празднование 3 февраля.

## Достопримечательности
- Замок семейства Коллоредо.

## Демография
Динамика населения:

## Администрация коммуны
- Официальный сайт: http://www.comune.colloredodimontealbano.ud.it